# True Lies
True Lies (Brasil: True Lies; Portugal/PALOP: A Verdade da Mentira) é um filme estadunidense de 1994, dos gêneros ação, suspense, espionagem e comédia romântica, dirigido por James Cameron e estrelado por Arnold Schwarzenegger e Jamie Lee Curtis.
Trata-se de um remake estendido do filme francês  La Totale!, de Claude Zidi.
True Lies foi o primeiro projeto da Lightstorm Entertainment a ser distribuído em uma produção de vários milhões de dólares numa parceria de Cameron com 20th Century Fox, assim como a primeira grande produção para a empresa de efeitos visuais Digital Domain, que foi co-fundada por Cameron. True Lies  foi a única colaboração em um filme fora da franquia Terminator com Cameron, Schwarzenegger, e Brad Fiedel como diretor, ator e compositor, respectivamente.
Após a sua liberação, True Lies foi o filme mais caro já feito, bem como o primeiro filme a ter mais de um orçamento de produção de US$ 100 milhões,  e passou a um sucesso comercial e de crítica.
Por seu desempenho, Curtis ganhou o Globo de Ouro de Melhor Atriz - Filme Musical ou Comédia e o Saturn Award de Melhor Atriz, enquanto Cameron ganhou o Saturn Award de Melhor Diretor. O filme arrecadou, em última instância $378 milhões em todo o mundo na bilheteria e também foi indicado para o Oscar de Melhores Efeitos Visuais e BAFTAs na categoria Melhor Efeito Visual, e também por sete Saturn Awards.

## Sinopse
Harry Tasker (Arnold) finge para sua esposa Hellen (Jamie) ser um vendedor de computador, mas na verdade é um agente secreto de elite. Cansada da vida pacata, ela se envolve com outro homem e acaba caindo nas garras de perigosos terroristas, levando Harry a revelar sua verdadeira identidade.

## Elenco
| Ator / Atriz          | Personagem          |
| --------------------- | ------------------- |
| Arnold Schwarzenegger | Harry Tasker        |
| Jamie Lee Curtis      | Helen Tasker        |
| Tom Arnold            | Albert "Gib" Gibson |
| Tia Carrere           | Juno Skinner        |
| Art Malik             | Salim Abu Aziz      |
| Eliza Dushku          | Dana Tasker         |
| Grant Heslov          | Faisal              |
| Charlton Heston       | Spencer Trilby      |
| Marshall Manesh       | Jamal Khaled        |
| James Allen           | Coronel             |

## Produção
Schwarzenegger afirmou que durante as filmagens de uma cena com um cavalo, uma câmera explodiu e o cavalo "ele ficou louco, girando e pulando" perto de uma queda de 90 pés. Schwarzenegger rapidamente deslizou para fora do cavalo e um dublê pegou; concluiu ele, "[isto é] por isso que eu sempre vou amar dublês". A cena em que a personagem de Jamie Lee Curtis é salva por Arnold Schwarzenegger, que a pega em pleno helicóptero, foi realizada pela própria atriz, que se recusou a usar uma dublê para a cena. Custando $100–120 milhões para produzir, True Lies foi o primeiro filme com um orçamento de produção de $100 milhões. O governo americano forneceu para as filmagens de True Lies três aviões Marine Harriers e seus pilotos, pela quantia de US$100.736.

## Lançamento

### Resposta da crítica
Após o seu lançamento em 1994, o filme recebeu críticas em sua maioria positivas. Baseado em 47 comentários recolhidos pelo Rotten Tomatoes, True Lies tem 72% de resenhas positivas e uma média ponderada de 6.5/10, com o consenso sendo "Se ele não alcançar as alturas das colaborações anteriores do diretor James Cameron e o astro Arnold Schwarzenegger, True Lies ainda entretém ao embalar ação e humor suficiente em seu enredo por vezes absurdo". No Metacritic, que atribui uma média ponderada de vários comentários, deu ao filme um 63 de 100, indicando "avaliações favoráveis".
James Berardinelli de Reelviews deu ao filme  3.5 estrelas de 4, dizendo,
"Eu ainda tenho que decidir se True Lies é a melhor comédia ou filme de ação. Ele contém elementos pesados de ambos, e joga-los igualmente bem. Ao contrário de tais tentativas fracassadas como Hudson Hawk e Last Action Hero, no entanto, True Lies é um grande, filme grandioso que tem uma imensa quantidade de diversão, sem nunca tomar-se demasiado a sério... Speed e True Lies e entregam em um verão dois socos que vão deixar os telespectadores se contorcendo de emoção e tentando recuperar o fôlego".
O filme arrecadou $146 milhões no mercado dos EUA e $232.6 milhões no exterior, tornando este o terceiro filme de melhor bilheteria de 1994, e também um retorno para Schwarzenegger seguinte Last Action Hero no verão anterior. Por sua atuação, Jamie Lee Curtis recebeu um Globo de Ouro para Melhor Atriz  em um Musical/Comédia.
Apesar das críticas positivas, o filme foi criticado como sexista, cruel ou mesmo misógino, para o seu tratamento de personagens femininas, como o herói (Schwarzenegger), utilizando recursos da sua agência para perseguir e assustar sua esposa. Outros percebido como transmitir um forte preconceito antiárabe ou antimuçulmano.
Dos muitos locais que foram usados no filme, a Mansão Rosecliff foi usado para as cenas de baile de tango no início do filme e do exterior do chalé suíço que Harry Tasker infiltra é o Ochre Court.

### Bilheteria
True Lies estreou em 2.368 cinemas nos Estados Unidos e ficou em 1.º lugar em arrecadação, com US$ 25,8 milhões. No total, foi um sucesso de bilheteria, ganhando US$ 146,3 milhões nos Estados Unidos e US$ 232,6 milhões no resto do mundo, totalizando US$ 378,8 milhões mundialmente.

### Prêmios
| Prêmio                          | Categoria                              | Beneficiário                                                             | Resultado                   |
| ------------------------------- | -------------------------------------- | ------------------------------------------------------------------------ | --------------------------- |
| Prêmios Globo de Ouro           | Melhor Atriz                           | Jamie Lee Curtis                                                         | Venceu                      |
| BAFTA                           | Melhores Efeitos Visuais Especiais     | John Bruno, Thomas L. Fisher, Jacques Stroweis, Pat McClung, Jamie Dixon | Indicado[carece de fontes?] |
| Saturn Award                    | Melhor Atriz                           | Jamie Lee Curtis                                                         | Venceu[carece de fontes?]   |
| Saturn Award                    | Melhor Diretor                         | James Cameron                                                            | Venceu[carece de fontes?]   |
| Saturn Award                    | Melhores Efeitos Visuais               |                                                                          | Venceu[carece de fontes?]   |
| Saturn Award                    | Melhor Ator                            | Arnold Schwarzenegger                                                    | Indicado[carece de fontes?] |
| Saturn Award                    | Melhor Atriz Coadjuvante               | Tia Carrere                                                              | Indicado[carece de fontes?] |
| Saturn Award                    | Melhor Ator Coadjuvante                | Bill Paxton                                                              | Indicado[carece de fontes?] |
| Saturn Award                    | Melhor Filme de Ação/Aventura/Suspense | -                                                                        | Indicado[carece de fontes?] |
| Oscar                           | Melhores Efeitos Visuais               | John Bruno, Thomas L. Fisher, Jacques Stroweis e Patrick McClung         | Indicado                    |
| MTV Movie Awards                | Melhor Atriz                           | Jamie Lee Curtis                                                         | Indicado[carece de fontes?] |
| MTV Movie Awards                | Melhor Performance Cómica              | Tom Arnold                                                               | Indicado[carece de fontes?] |
| MTV Movie Awards                | Melhor Beijo                           | Arnold Schwarzenegger e Jamie Lee Curtis                                 | Indicado[carece de fontes?] |
| MTV Movie Awards                | Melhor Sequência de Dança              | Arnold Schwarzenegger e Tia Carrere                                      | Indicado[carece de fontes?] |
| MTV Movie Awards                | Melhor Sequência de Ação               | Explosão da Ponte/Resgate da Limusine                                    | Indicado[carece de fontes?] |
| Eddie Award                     | Melhor Edição                          | Conrad Buff IV, Mark Goldblatt, Richard A. Harris                        | Indicado[carece de fontes?] |
| Japanese Academy Awards         | Excelente Filme em Língua Estrangeira  | -                                                                        | Indicado[carece de fontes?] |
| Prémio Screen Actors Guild 1994 | Melhor Atriz Coadjuvante               | Jamie Lee Curtis                                                         | Indicado[carece de fontes?] |

## Possível sequência e adaptação para telessérie
Em setembro de 2010, vários sites relataram que Cameron estaria desenvolvendo True Lies como uma possível série de televisão com o produtor de Dark Angel René Echevarria atuando como dono do show e produtor. Em 2012, os relatórios de notícias on-line citaram que Eliza Dushku disse que haveria uma sequência reunindo o elenco original com o escritor/diretor James Cameron.[carece de fontes?] Cameron originalmente planejado para fazer uma sequência em algum momento de 2002, mas ele colocou seus planos em espera uma vez que os Ataques de 11 de setembro de 2001 ocorreu em Nova Iorque, dizendo que o terrorismo não era mais algo a ser tomada de ânimo leve. Em uma entrevista, James Cameron afirmou que não há planos para uma sequência para True Lies, mas ele e Schwarzenegger havia falado sobre a possibilidade de trabalhar em um novo projeto juntos uma vez Schwarzenegger deixar o cargo de governador da Califórnia.

## Trilha sonora
| Lista de faixas |                                                                     |         |  |
| N.º             | Título                                                              | Duração |  |
| 1.              | "Sunshine of Your Love"                                             |         |  |
| 2.              | "Darkness, Darkness"                                                |         |  |
| 3.              | "Alone in the Dark"                                                 |         |  |
| 4.              | "Entity"                                                            |         |  |
| 5.              | "Sunshine of Your Love (The Adrian Sherwood & Skip McDonald Remix)" |         |  |
| 6.              | "Main Title/Harry Makes His Entrance"                               |         |  |
| 7.              | "Escape from the Chateau"                                           |         |  |
| 8.              | "Harry's Sweet Home"                                                |         |  |
| 9.              | "Harry Rides Again"                                                 |         |  |
| 10.             | "Spying on Helen"                                                   |         |  |
| 11.             | "Juno's Place"                                                      |         |  |
| 12.             | "Caught in the Act"                                                 |         |  |
| 13.             | "Shadow Lover"                                                      |         |  |
| 14.             | "Island Suite"                                                      |         |  |
| 15.             | "Causeway/Helicopter Rescue"                                        |         |  |
| 16.             | "Nuclear Kiss"                                                      |         |  |
| 17.             | "Harry Saves the Day"                                               |         |  |

Músicas que aparecem no filme não incluídas na trilha sonora:
- "I Never Thought I'd See the Day" – Sade
- "More Than a Woman" – Bee Gees
- "The Blue Danube" – The Philadelphia Orchestra
- "Por una Cabeza" – tango argentino, realizado por The Tango Project